# Ташир
Ташир (на арменски: Տաշիր) е град, разположен в провинция Лори, Армения. Населението му през 2011 година е 7773 души.

## Население
- 1990 – 10 463 души
- 2001 – 7856 души
- 2009 – 8653 души
- 2011 – 7773 души